# Roger Williams University

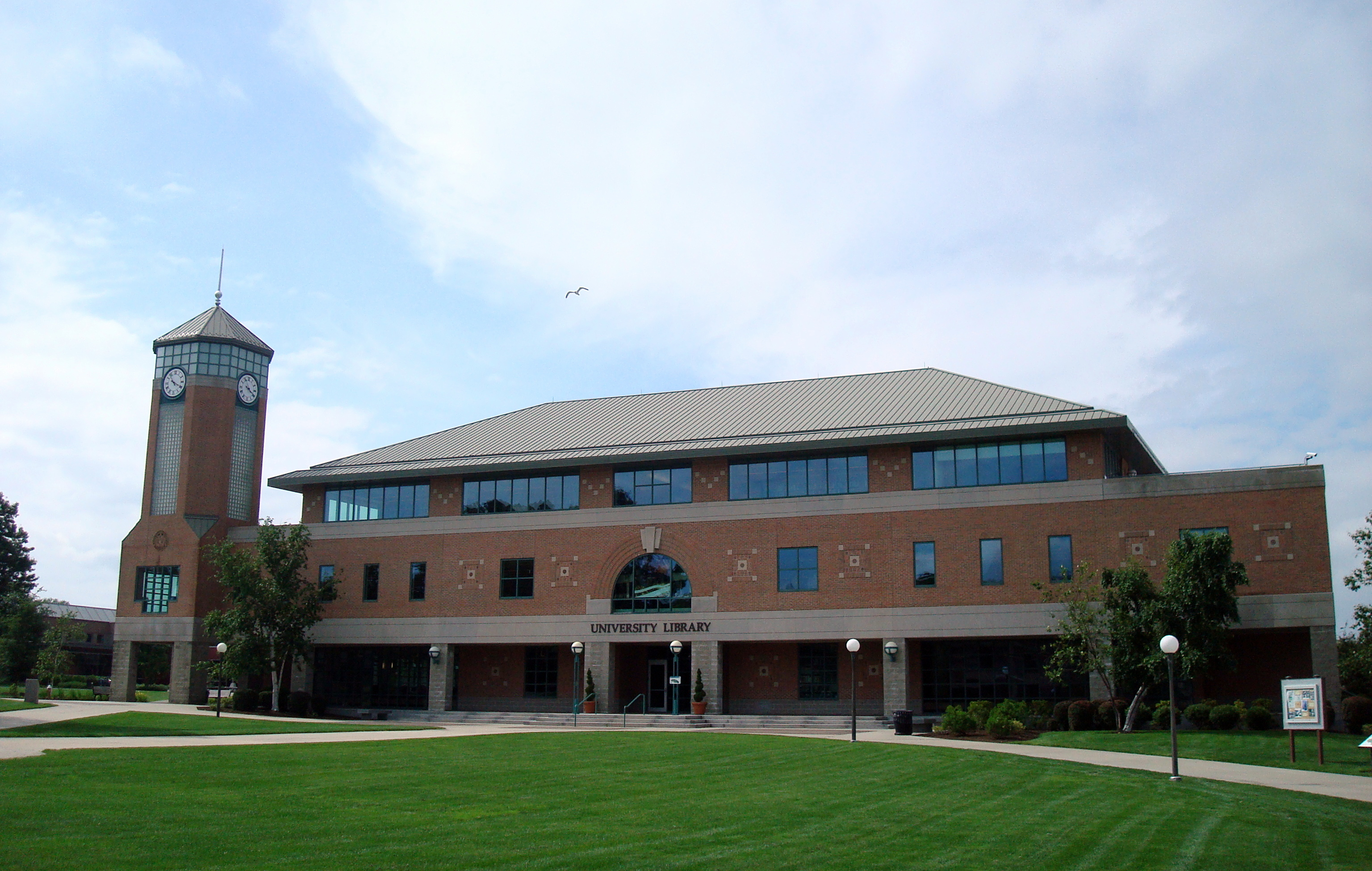
Roger Williams University: la University Library.

La Roger Williams University è un'università privata statunitense situata a Bristol, nel Rhode Island. Fondata nel 1956, prende il nome da Roger Williams, teologo e cofondatore dello stato del Rhode Island.
La rivista U.S. News & World Report l'ha classificata nel 2007 al nono posto tra le migliori università degli Stati Uniti settentrionali.
L'università è dotata di un campus di 140 acri in cui risiede circa l'80% degli studenti iscritti. Offre 43 corsi di livello undergraduate (College) e 13 di livello graduate (Università).
I principali corsi universitari sono i seguenti:
- Feinstein College of Arts and Sciences
- School of Architecture, Art and Historic Preservation
- Mario J. Gabelli School of Business
- School of Education
- School of Engineering, Computing and Construction Management
- School of Justice Studies
- School of Continuing Studies
- School of Law

L'università possiede l'unica facoltà di legge dello stato del Rhode Island.
Gli studenti e gli insegnanti possono usufruire di tre biblioteche: la University Library (oltre 230.000 volumi), la Architecture Library (oltre 24.000 volumi) e la Law Library (circa 300.000 volumi su carta o microfilm). Sono presenti anche 20 laboratori per l'insegnamento dell'uso del computer.
La rivista U.S. News & World Report l'ha classificata nel 2007 al nono posto tra le migliori università degli Stati Uniti settentrionali.